# BD-17°63 b
BD-17°63 b es un planeta extrasolar que se encuentra aproximadamente a 113 años luz en la constelación de Cetus, orbitando la estrella de tipo K BD-17°63, de la secuencia principal. Este planeta orbita a una distancia de 1,34 UA. La distancia oscila entre los 0,62 AU y los 2,06 AU, lo que da una excentricidad de 0,54. Su periodo de revolución es de 656 días y su masa mínima equivale a 5,1 masas jovianas.
Este planeta fue descubierto el 26 de octubre de 2008 por Moutou et al. usando el método de la velocidad radial desde el observatorio de La Silla (Chile). Formalmente llamado Finlay en honor al médico cubano Carlos Juan Finlay.